# Museu Felix Nussbaum
O Museu Felix Nussbaum é um museu da cidade alemã de Osnabrück, inaugurado em 1998, e uma das principais atrações culturais da cidade, alberga as obras (mais de 160 quadros) do pintor Felix Nussbaum, nascido em Osnabrück e uma vítima do Holocausto, assassinado em Auschwitz em 1944.
O edifício em que está alojado o museu, de arquitectura moderna, foi concebido pelo famoso arquitecto Daniel Libeskind.
Os quadros ali expostos dão uma panorâmica da vida de Felix Nussbaum, com uma evolução típica de muitos judeus europeus dos anos 1930 e 40 do século XX. Obrigado a fugir da Alemanha após a chegada de Adolf Hitler ao poder em 1933, em exílio em vários países europeus, onde os imigrantes políticos eram vistos com desconfiança e onde normalmente não lhes era dada permissão de estadia por mais de três meses (Erika Mann e Klaus Mann vaguearam pela europa de país em país), finalmente apanhado nas malhas da opressão nazista aquando da invasão da Europa pela Alemanha, Felix Nussbaum viveu um martírio, que documentou em seus quadros, plenos de agonia. A exposição mostra a evolução cronológia, que patenteia bem o crescente desespero, culminando no Triunfo da morte, um quadro horripilante, simbólico da anarquia total e do horror do Holocausto. Este quadro situa-se também no alto do edifício e é o culminar da escalada pelos vários andares dos museus (através de rampas de acesso).